# Franz Vogler
Franz Vogler (Oberstdorf, 15 agosto 1944) è un ex sciatore alpino tedesco che gareggiò per la nazionale tedesca occidentale.

## Biografia
Specialista della discesa libera, Franz Vogler debuttò in campo internazionale in occasione dei Mondiali di Portillo 1966, dove vinse la medaglia di bronzo in tale specialità piazzandosi alle spalle dei francesi Jean-Claude Killy e Léo Lacroix; disputò anche lo slalom gigante e lo slalom speciale, senza completare le gare.
In Coppa del Mondo esordì il 9 gennaio 1967 ad Adelboden in slalom gigante, senza completare la prova, ottenne il primo piazzamento il 14 gennaio seguente in discesa libera sul tracciato Lauberhorn di Wengen (10º) e il primo podio il 21 gennaio dello stesso anno sulla Streif di Kitzbühel nella medesima specialità, classificandosi 2º dietro a Killy; alla fine di quella stagione 1966-1967 risultò 3º nella classifica della Coppa del Mondo di discesa libera, suo miglior piazzamento in carriera.
Esordì ai Giochi olimpici invernali a Grenoble 1968, classificandosi 15º nella discesa libera; nella successiva rassegna olimpica di Sapporo 1972, l'ultima cui prese parte, nella medesima specialità fu invece 24º. Sempre in discesa libera il 26 febbraio 1972 a Crystal Mountain ottenne la sua unica vittoria, nonché ultimo podio, in Coppa del Mondo; l'ultimo piazzamento della sua carriera agonistica fu il 5º posto ottenuto nella discesa libera di Coppa del Mondo disputata il 15 marzo seguente in Val Gardena sulla Saslong.

## Palmarès

### Mondiali
- 1 medaglia:
  - 1 bronzo (discesa libera a Portillo 1966)

### Coppa del Mondo
- Miglior piazzamento in classifica generale: 14º nel 1967 e nel 1972
- 6 podi (tutti in discesa libera):
  - 1 vittoria
  - 2 secondi posti
  - 3 terzi posti

#### Coppa del Mondo - vittorie
| Data             | Località         | Paese       | Specialità |
| ---------------- | ---------------- | ----------- | ---------- |
| 26 febbraio 1972 | Crystal Mountain | Stati Uniti | DH         |

Legenda:

DH = discesa libera

### Campionati tedeschi
- 2 ori (discesa libera nel 1969; discesa libera nel 1971)[3]